# Валпургис фон Ербах
Валпургис фон Ербах (на немски: Walpurgis von Erbach; * 13 февруари 1545; † 1592) е графиня от Ербах-Ербах и чрез женитба графиня на Тюбинген и господарка на замък Лихтенек при Кенцинген.

## Живот
Тя е четвъртата, най-малка дъщеря, на граф Еберард XII фон Ербах (1511 – 1564) и съпругата му вилд и райнграфиня Маргарета фон Даун (1521 – 1576), дъщеря на вилд и райнграф Филип фон Залм-Даун († 1521) и Антоанета де Ньофшател († 1544). Нейният брат е Георг III фон Ербах (1548 – 1605).
Валпургис се омъжва на 14 ноември 1564 г. за граф Георг III фон Тюбинген-Лихтенек († 7 февруари 1570, дворец Валденбург), единствениият син на граф Конрад IV фон Тюбинген-Лихтенек († 1569).
През заговезните на 7 февруари 1570 г. Георг III празнува карнавал при сестра си Агата фон Тюбинген в дворец Валденбург. Един костюм се подпалва и той умира в пожара заедно с много от гостите.

## Деца
Валпургис фон Ербах и граф Георг III фон Тюбинген-Лихтенек имат пет деца:
- Еберхард фон Тюбинген-Лихтенек († 12 септември 1608), женен на 11 януари 1597 г. за Елизабет фон Лимпург (* 30 август 1578; † 1632)
- Конрад VI фон Тюбинген-Лихтенек († 24 юни 1600), баща на граф Йохан Георг фон Тюбинген (1594 – 1667)
- Алвиг фон Тюбинген-Лихтенек († 25 октомври 1592, Страсбург)
- Херман фон Тюбинген-Лихтенек († 1591/1585, Падуа)
- Георг IV фон Тюбинген-Лихтенек (* 1570; † 1591/19 февруари 1587)